# Kokologo (departamento)
Kokologo é um departamento ou comuna da província de Boulkiemdé no Burkina Faso. A sua capital é a cidade de Kokologo.
Em 1 de julho de 2018 tinha uma população estimada em 49708 habitantes.